# Ugyops samoënsis
Ugyops samoënsis är en insektsart som beskrevs av Frederick Arthur Godfrey Muir 1921. Ugyops samoënsis ingår i släktet Ugyops och familjen sporrstritar. Inga underarter finns listade i Catalogue of Life.